# أبولو كورزينيويسكي
أبولو كورزينيويسكي (21 فبراير 1820 - 23 ماي 1869) (بالبولندية: Apollo Korzeniowski) هو شاعر وكاتب مسرحي ومترجم وناشط سياسي سري بولندي، وهو أب الروائي البولندي-الإنجليزي جوزيف كونراد.

## مسيرته
ولد أبولو كورزينيويسكي بتاريخ 21 فبراير 1820 في الإمبراطورية الروسية بقرية هونوراتكا. والداه هما تيودور كورزينيوسكي، قائد في الجيش البولندي في عام 1831، وجوليا ني دياكيفيتش.
بعد تخرجه من المدرسة الثانوية في جيتومير، درس أبولو القانون والدراسات الشرقية في جامعة سانت بطرسبرغ الحكومية.
في عام 1861، شارك في الاستعدادات لانتفاضة يناير، وقد تمّ القبض عليه وسجنه في الجناح العاشر من قلعة وارسو.
في مايو 1862 تم نفيه إلى فولوغدا، ثم بعد ذلك إلى تشرنيغوف. بسبب سوء حالته الصحية، أطلق سراحه في عام 1868 وانتقل مع ابنه إلى لفيف، وفي العام التالي إلى كراكوف حيث توفي هناك بتاريخ 23 مايو 1869، ودُفن في مقبرة راكوفيسكي.